# Olympische Sommerspiele 2020/Teilnehmer (Norwegen)
| Gelbes Symbol für Goldmedaillen mit stilisierten Olympischen Ringen | Graues Symbol für Silbermedaillen mit stilisierten Olympischen Ringen | Braundes Symbol für Bronzemedaillen mit stilisierten Olympischen Ringen |
| ------------------------------------------------------------------- | --------------------------------------------------------------------- | ----------------------------------------------------------------------- |
| 4                                                                   | 2                                                                     | 2                                                                       |

Norwegen nahm an den Olympischen Spielen 2020 in Tokio mit 93 Sportlern in 15 Sportarten teil. Es war die insgesamt 26. Teilnahme an Olympischen Sommerspielen.

## Medaillengewinner

### Gold
| Name                       | Sportart        | Wettkampf           |
| -------------------------- | --------------- | ------------------- |
| Anders Mol Christian Sørum | Beachvolleyball | Männer              |
| Jakob Ingebrigtsen         | Leichtathletik  | 1500 m Männer       |
| Karsten Warholm            | Leichtathletik  | 400 m Hürden Männer |
| Kristian Blummenfelt       | Triathlon       | Einzel Männer       |

### Silber
| Name             | Sportart       | Wettkampf         |
| ---------------- | -------------- | ----------------- |
| Kjetil Borch     | Rudern         | Einer Männer      |
| Eivind Henriksen | Leichtathletik | Hammerwurf Männer |

### Bronze
| Name                                          | Sportart | Wettkampf         |
| --------------------------------------------- | -------- | ----------------- |
| Norwegische Frauen-Handballnationalmannschaft | Handball | Mannschaft Frauen |
| Hermann Tomasgaard                            | Segeln   | Laser             |

## Teilnehmer nach Sportarten

### Beachvolleyball
| Athleten                   | Gruppenphase         | Gruppenphase              | Gruppenphase | Gruppenphase | Achtelfinale       | Achtelfinale       | Viertelfinale        | Viertelfinale      | Halbfinale     | Halbfinale         | Finale                     | Finale             | Rang |
| Athleten                   | Gegner               | Ergebnis                  | Punkte       | Rang         | Gegner             | Ergebnis           | Gegner               | Ergebnis           | Gegner         | Ergebnis           | Gegner                     | Ergebnis           | Rang |
| -------------------------- | -------------------- | ------------------------- | ------------ | ------------ | ------------------ | ------------------ | -------------------- | ------------------ | -------------- | ------------------ | -------------------------- | ------------------ | ---- |
| Männer                     |                      |                           |              |              |                    |                    |                      |                    |                |                    |                            |                    |      |
| Anders Mol Christian Sørum | McHugh / Schumann    | 2:1 (21:18, 18:21, 15:13) | 5            | 2            | Brouwer / Meeuwsen | 2:0 (21:17, 21:19) | Semjonow / Leschukow | 2:0 (21:17, 21:19) | Pļaviņš / Točs | 2:0 (21:15, 21:16) | Krassilnikow / Stojanowski | 2:0 (21:17, 21:18) | Gold |
| Anders Mol Christian Sørum | Herrera / Gavira     | 2:0 (21:17, 24:22)        | 5            | 2            | Brouwer / Meeuwsen | 2:0 (21:17, 21:19) | Semjonow / Leschukow | 2:0 (21:17, 21:19) | Pļaviņš / Točs | 2:0 (21:15, 21:16) | Krassilnikow / Stojanowski | 2:0 (21:17, 21:18) | Gold |
| Anders Mol Christian Sørum | Semjonow / Leschukow | 0:2 (19:21, 19:21)        | 5            | 2            | Brouwer / Meeuwsen | 2:0 (21:17, 21:19) | Semjonow / Leschukow | 2:0 (21:17, 21:19) | Pļaviņš / Točs | 2:0 (21:15, 21:16) | Krassilnikow / Stojanowski | 2:0 (21:17, 21:18) | Gold |

### Golf
| Athleten                   | Runde 1 | Runde 2 | Runde 3 | Runde 4 | Gesamt | Par | Rang |
| -------------------------- | ------- | ------- | ------- | ------- | ------ | --- | ---- |
| Frauen                     |         |         |         |         |        |     |      |
| Tonje Daffinrud            | 81      | 73      | 81      | 74      | 309    | +25 | 60   |
| Männer                     |         |         |         |         |        |     |      |
| Viktor Hovland             | 68      | 69      | 71      | 64      | 272    | −12 | 14   |
| Kristian Krogh Johannessen | 72      | 70      | 71      | 71      | 284    | E   | 53   |

### Handball
Die norwegische Handballnationalmannschaft der Männer erreichte im Olympiaqualifikationsturnier vom 12. bis zum 14. März 2021 in Podgorica die Teilnahme an Olympia. Die norwegische Handballnationalmannschaft der Frauen erreichte im Olympiaqualifikationsturnier vom 19. bis zum 21. März 2021 ebenfalls in Podgorica die Teilnahme an Olympia.
| Wettbewerb       | Frauen (Spiele/Tore) | Männer (Spiele/Tore) |
| ---------------- | --- | --- |
| Athleten         | Henny Reistad (6/24) Veronica Kristiansen (8/32) Marit Malm Frafjord (8/12) Stine Skogrand (8/20) Nora Mørk (8/52) Stine Bredal Oftedal (8/23) Silje Solberg (8/1) Kari Brattset (8/33) Katrine Lunde Haraldsen (8/0) Marit Røsberg Jacobsen (8/11) Camilla Herrem (8/14) Sanna Solberg (8/21) Kristine Breistøl (8/11) Marta Tomac (8/3) Vilde Ingstad (2/1) | Sander Sagosen (6/43) Bjarte Myrhol (6/8) Magnus Fredriksen (6/3) Petter Øverby (6/4) Kristian Sæverås (6/1) Kent Robin Tønnesen (3/0) Magnus Jøndal (6/25) Kristian Bjørnsen (6/10) Magnus Gullerud (6/10) Christian O’Sullivan (6/12) Simen Holand Pettersen (3/0) Harald Reinkind (6/21) Torbjørn Bergerud (6/0) Kevin Gulliksen (6/12) Magnus Rød (6/12) |
| Trainer          | Þórir Hergeirsson | Christian Berge |
| P-Akkreditierte  | Rikke Marie Granlund Emilie Hegh Arntzen Malin Aune | Espen Christensen Sebastian Barthold |
| Gruppenphase     | Südkorea (39:27) Angola (30:21) Montenegro (35:23) Niederlande (29:27) Japan (37:25) | Brasilien (27:24) Spanien (27:28) Argentinien (27:23) Deutschland (23:28) Frankreich (32:29) |
| Viertelfinale    | Ungarn (26:22) | Dänemark (25:31) |
| Halbfinale       | ROC (26:27) | ausgeschieden |
| Spiel um Platz 3 | Schweden (36:19) | ausgeschieden |
| Platzierung      | Bronze | 7. Platz |

### Kanu

#### Kanurennsport
| Athleten           | Wettbewerb | Vorlauf      | Vorlauf | Viertelfinale | Viertelfinale | Halbfinale    | Halbfinale    | Finale        | Finale        | Rang          |
| Athleten           | Wettbewerb | Zeit         | Rang    | Zeit          | Rang          | Zeit          | Rang          | Zeit          | Rang          | Rang          |
| ------------------ | ---------- | ------------ | ------- | ------------- | ------------- | ------------- | ------------- | ------------- | ------------- | ------------- |
| Männer             |            |              |         |               |               |               |               |               |               |               |
| Lars Magne Ullvang | K-1 1000 m | 3:47,253 min | 3       | 3:49,830 min  | 3             | ausgeschieden | ausgeschieden | ausgeschieden | ausgeschieden | ausgeschieden |

### Leichtathletik
Laufen und Gehen 
| Athleten                  | Wettbewerb   | Runde 1      | Runde 1 | Halbfinale    | Halbfinale    | Finale        | Finale        | Rang          |
| Athleten                  | Wettbewerb   | Zeit         | Rang    | Zeit          | Rang          | Zeit          | Rang          | Rang          |
| ------------------------- | ------------ | ------------ | ------- | ------------- | ------------- | ------------- | ------------- | ------------- |
| Frauen                    |              |              |         |               |               |               |               |               |
| Hedda Hynne               | 800 m        | 2:00,76 min  | 3       | 2:02,38 min   | 7             | ausgeschieden | ausgeschieden | ausgeschieden |
| Karoline Bjerkeli Grøvdal | 5000 m       | 14:56,82 min | 5       | —             | —             | 15:09,37 min  | 14            | 14            |
| Karoline Bjerkeli Grøvdal | 10.000 m     | —            | —       | —             | —             | DNF           | DNF           | DNF           |
| Amalie Iuel               | 400 m Hürden | 55,65 s      | 6       | 57,61 s       | 8             | ausgeschieden | ausgeschieden | ausgeschieden |
| Line Kloster              | 400 m Hürden | 56,45 s      | 7       | ausgeschieden | ausgeschieden | ausgeschieden | ausgeschieden | ausgeschieden |
| Männer                    |              |              |         |               |               |               |               |               |
| Filip Ingebrigtsen        | 1500 m       | 3:38,02 min  | 10      | ausgeschieden | ausgeschieden | ausgeschieden | ausgeschieden | ausgeschieden |
| Jakob Ingebrigtsen        | 1500 m       | 3:36,49 min  | 4       | 3:32,13 min   | 2             | 3:28,32 min   | 1             | Gold          |
| Narve Gilje Nordås        | 5000 m       | 13:41,82 min | 12      | —             | —             | ausgeschieden | ausgeschieden | ausgeschieden |
| Sondre Nordstad Moen      | Marathon     | —            | —       | —             | —             | 2:17:59 h     | 40            | 40            |
| Håvard Haukenes           | 50 km Gehen  | —            | —       | —             | —             | DNF           | DNF           | DNF           |
| Karsten Warholm           | 400 m Hürden | 48,65 s      | 1       | 47,30 s       | 1             | 45,94 s       | 1             | Gold          |

 Springen und Werfen 
| Athleten          | Wettbewerb     | Qualifikation | Qualifikation | Finale        | Finale        | Rang   |
| Athleten          | Wettbewerb     | Weite/Höhe    | Rang          | Weite/Höhe    | Rang          | Rang   |
| ----------------- | -------------- | ------------- | ------------- | ------------- | ------------- | ------ |
| Frauen            |                |               |               |               |               |        |
| Lene Retzius      | Stabhochsprung | 4,25 m        | 14            | ausgeschieden | ausgeschieden | 14     |
| Männer            |                |               |               |               |               |        |
| Sondre Guttormsen | Stabhochsprung | 5,50 m        | 11            | ausgeschieden | ausgeschieden | 11     |
| Ola Stunes Isene  | Diskuswurf     | 63,26 m       | 3             | 61,18 m       | 12            | 12     |
| Eivind Henriksen  | Hammerwurf     | 78,79 m       | 3             | 81,58 m       | 2             | Silber |

 Mehrkampf 
| Athleten         | 100 m   | 100 m | Weitsprung | Weitsprung | Kugelstoßen | Kugelstoßen | Hochsprung | Hochsprung | 400 m   | 400 m | 110 m Hürden | 110 m Hürden | Diskuswurf | Diskuswurf | Stabhochsprung | Stabhochsprung | Speerwurf | Speerwurf | 1500 m      | 1500 m | Punkte | Rang |
| Athleten         | Zeit    | Pkte. | Weite      | Pkte.      | Weite       | Pkte.       | Höhe       | Pkte.      | Zeit    | Pkte. | Zeit         | Pkte.        | Weite      | Pkte.      | Höhe           | Pkte.          | Weite     | Pkte.     | Zeit        | Pkte.  | Punkte | Rang |
| ---------------- | ------- | ----- | ---------- | ---------- | ----------- | ----------- | ---------- | ---------- | ------- | ----- | ------------ | ------------ | ---------- | ---------- | -------------- | -------------- | --------- | --------- | ----------- | ------ | ------ | ---- |
| Zehnkampf Männer |         |       |            |            |             |             |            |            |         |       |              |              |            |            |                |                |           |           |             |        |        |      |
| Martin Roe       | 10,86 s | 892   | 7,03 m     | 821        | 13,98 m     | 727         | 1,96 m     | 767        | 50,93 s | 772   | 15,47 s      | 794          | 48,37 m    | 836        | 4,80 m         | 849            | 62,28 m   | 772       | 4:47,58 min | 633    | 7863   | 19   |

### Radsport

#### Bahn
Omnium
| Frauen                |        |    |   |    |   |    |   |   |   |    |   |
| Anita Yvonne Stenberg | Omnium | 34 | 4 | 34 | 4 | 26 | 8 | 3 | 4 | 97 | 5 |

#### Straße
| Athleten                   | Wettbewerb       | Zeit         | Rang |
| -------------------------- | ---------------- | ------------ | ---- |
| Frauen                     |                  |              |      |
| Katrine Aalerud            | Straßenrennen    | 3:59:52 h    | 37   |
| Stine Borgli               | Straßenrennen    | DNF          | –    |
| Katrine Aalerud            | Einzelzeitfahren | 34:33,38 min | 20   |
| Männer                     |                  |              |      |
| Tobias Foss                | Straßenrennen    | 6:16:53 h    | 61   |
| Markus Hoelgaard           | Straßenrennen    | 6:15:38 h    | 34   |
| Tobias Halland Johannessen | Straßenrennen    | 6:25:12 h    | 82   |
| Andreas Leknessund         | Straßenrennen    | 6:25:12 h    | 83   |
| Tobias Foss                | Einzelzeitfahren | 59:51,68 min | 23   |

#### Mountainbike
| Athleten      | Wettbewerb    | Zeit      | Rang |
| ------------- | ------------- | --------- | ---- |
| Männer        |               |           |      |
| Erik Haegstad | Cross-Country | 1:31:14 h | 24   |

#### BMX
| Athleten       | Wettbewerb | Viertelfinale | Viertelfinale | Halbfinale | Halbfinale | Finale        | Finale        | Rang |
| Athleten       | Wettbewerb | Punkte        | Rang          | Punkte     | Rang       | Zeit          | Rang          | Rang |
| -------------- | ---------- | ------------- | ------------- | ---------- | ---------- | ------------- | ------------- | ---- |
| Männer         |            |               |               |            |            |               |               |      |
| Tore Navrestad | BMX-Rennen | 9             | 3             | 18         | 6          | ausgeschieden | ausgeschieden | 12   |

### Reiten

#### Springreiten
| Athleten                  | Wettbewerb | Strafpunkte      | Strafpunkte  | Rang |
| Athleten                  | Wettbewerb | 1. Qualifikation | Einzelfinale | Rang |
| ------------------------- | ---------- | ---------------- | ------------ | ---- |
| Geir Gulliksen mit Quatro | Einzel     | (1)              | Aufgabe      | 26   |

### Rudern
Bei den Weltmeisterschaften 2019 qualifizierte sich das norwegische Team in drei der 14 Bootskategorien für die Olympischen Spiele.
| Athleten                                                    | Wettbewerb                  | Vorlauf     | Vorlauf | Vorlauf        | Hoffnungslauf / Viertelfinale | Hoffnungslauf / Viertelfinale | Hoffnungslauf / Viertelfinale | Halbfinale   | Halbfinale | Halbfinale    | Finale      | Finale | Rang   |
| Athleten                                                    | Wettbewerb                  | Zeit        | Platz   | Qualifikation  | Zeit                          | Platz                         | Qualifikation                 | Zeit         | Platz      | Qualifikation | Zeit        | Platz  | Rang   |
| ----------------------------------------------------------- | --------------------------- | ----------- | ------- | -------------- | ----------------------------- | ----------------------------- | ----------------------------- | ------------ | ---------- | ------------- | ----------- | ------ | ------ |
| Männer                                                      |                             |             |         |                |                               |                               |                               |              |            |               |             |        |        |
| Kjetil Borch                                                | Einer                       | 6:54,46 min | 1       | Viertelfinale  | 7:10,97 min                   | 1                             | Halbfinale A/B                | 6:42,92 min  | 1          | Finale A      | 6:41,66 min | 2      | Silber |
| Kristoffer Brun Are Strandli                                | Leichtgewichts-Doppelzweier | 6:25,74 min | 1       | Halbfinale A/B | –                             | –                             | –                             | 12:16,25 min | 6          | Finale B      | DNS         | 6      | 12     |
| Martin Helseth Olaf Tufte Oscar Stabe Helvig Erik Solbakken | Doppelvierer                | 5:49,02 min | 4       | Hoffnungslauf  | 6:02,85 min                   | 4                             | Finale B                      | —            | —          | —             | 5:47,34 min | 3      | 9      |

### Schießen
| Athleten                            | Wettbewerb                               | Qualifikation   | Qualifikation | Finale          | Finale        | Ringe/ Scheiben | Rang |
| Athleten                            | Wettbewerb                               | Ringe/ Scheiben | Rang          | Ringe/ Scheiben | Rang          | Ringe/ Scheiben | Rang |
| ----------------------------------- | ---------------------------------------- | --------------- | ------------- | --------------- | ------------- | --------------- | ---- |
| Frauen                              |                                          |                 |               |                 |               |                 |      |
| Jeanette Hegg Duestad               | Luftgewehr 10 Meter                      | 632,9           | 1             | 209,3           | 4             | 842,2           | 4    |
| Jenny Stene                         | Luftgewehr 10 Meter                      | 625,5           | 19            | ausgeschieden   | ausgeschieden | 625,5           | 19   |
| Jeanette Hegg Duestad               | Kleinkaliber Dreistellungskampf 50 Meter | 1171-65x        | 8             | 439,9           | 4             | 1610,9          | 4    |
| Jenny Stene                         | Kleinkaliber Dreistellungskampf 50 Meter | 1168-50x        | 12            | ausgeschieden   | ausgeschieden | 1168            | 12   |
| Männer                              |                                          |                 |               |                 |               |                 |      |
| Henrik Larsen                       | Luftgewehr 10 Meter                      | 627,4           | 11            | ausgeschieden   | ausgeschieden | 627,4           | 11   |
| Jon-Hermann Hegg                    | Luftgewehr 10 Meter                      | 625,5           | 22            | ausgeschieden   | ausgeschieden | 625,5           | 22   |
| Henrik Larsen                       | Kleinkaliber Dreistellungskampf 50 Meter | 1175            | 9             | ausgeschieden   | ausgeschieden | 1175            | 9    |
| Jon-Hermann Hegg                    | Kleinkaliber Dreistellungskampf 50 Meter | 1181            | 3             | 438             | 4             | 1619            | 4    |
| Erik Watndal                        | Skeet                                    | 121             | 14            | ausgeschieden   | ausgeschieden | 121             | 14   |
| Mixed                               |                                          |                 |               |                 |               |                 |      |
| Jeanette Hegg Duestad Henrik Larsen | Luftgewehr 10 Meter                      | 626,8           | 10            | ausgeschieden   | ausgeschieden | 626,8           | 10   |
| Jenny Stene Jon-Hermann Hegg        | Luftgewehr 10 Meter                      | 626,8           | 9             | ausgeschieden   | ausgeschieden | 626,8           | 9    |

### Schwimmen
| Athleten            | Wettbewerb          | Vorlauf        | Vorlauf | Halbfinale    | Halbfinale    | Finale        | Finale        | Rang |
| Athleten            | Wettbewerb          | Zeit           | Rang    | Zeit          | Rang          | Zeit          | Rang          | Rang |
| ------------------- | ------------------- | -------------- | ------- | ------------- | ------------- | ------------- | ------------- | ---- |
| Frauen              |                     |                |         |               |               |               |               |      |
| Ingeborg Løyning    | 100 m Rücken        | 1:00,07 min    | 18      | ausgeschieden | ausgeschieden | ausgeschieden | ausgeschieden | 18   |
| Ingeborg Løyning    | 200 m Rücken        | 2:11,68 min NR | 17      | ausgeschieden | ausgeschieden | ausgeschieden | ausgeschieden | 17   |
| Männer              |                     |                |         |               |               |               |               |      |
| Henrik Christiansen | 400 m Freistil      | 3:48,88 min    | 21      | —             | —             | ausgeschieden | ausgeschieden | 21   |
| Henrik Christiansen | 800 m Freistil      | 7:48,37 min    | 9       | —             | —             | ausgeschieden | ausgeschieden | 9    |
| Henrik Christiansen | 1500 m Freistil     | 15:11,14 min   | 21      | —             | —             | ausgeschieden | ausgeschieden | 21   |
| Tomoe Zenimoto Hvas | 100 m Schmetterling | 52,22 s        | 27      | ausgeschieden | ausgeschieden | ausgeschieden | ausgeschieden | 27   |
| Tomoe Zenimoto Hvas | 200 m Schmetterling | 1:56,30 min    | 19      | ausgeschieden | ausgeschieden | ausgeschieden | ausgeschieden | 19   |
| Tomoe Zenimoto Hvas | 200 m Lagen         | 1:57,64 min    | 12      | 2:00,21 min   | 16            | ausgeschieden | ausgeschieden | 16   |
| André Grindheim     | 800 m Freistil      | 1:00,86 min    | 35      | ausgeschieden | ausgeschieden | ausgeschieden | ausgeschieden | 35   |

### Segeln
| Athleten                                            | Wettbewerb      | Qualifikation | Qualifikation | Medal Race    | Medal Race    | Punkte | Rang   |
| Athleten                                            | Wettbewerb      | Punkte        | Rang          | Punkte        | Rang          | Punkte | Rang   |
| --------------------------------------------------- | --------------- | ------------- | ------------- | ------------- | ------------- | ------ | ------ |
| Frauen                                              |                 |               |               |               |               |        |        |
| Linn Flem Høst                                      | Laser Radial    | 101           | 8             | 10            | 5             | 111    | 8      |
| Helene Næss Marie Rønningen                         | 49erFX          | 96            | 8             | 4             | 2             | 100    | 7      |
| Männer                                              |                 |               |               |               |               |        |        |
| Endre Funnemark                                     | Windsurfen RS:X | 126           | 14            | ausgeschieden | ausgeschieden | 126    | 14     |
| Hermann Tomasgaard                                  | Laser           | 69            | 2             | 14            | 7             | 83     | Bronze |
| Anders Pedersen                                     | Finn Dinghy     | 82            | 11            | ausgeschieden | ausgeschieden | 82     | 11     |
| Mixed                                               |                 |               |               |               |               |        |        |
| Nicholas Fadler Martinsen Martine Steller Mortensen | Nacra 17        | 183           | 19            | ausgeschieden | ausgeschieden | 183    | 19     |

### Taekwondo
| Athleten         | Wettbewerb       | Achtelfinale       | Achtelfinale | Viertelfinale | Viertelfinale | Hoffnungsrunde Halbfinale | Hoffnungsrunde Halbfinale | Halbfinale    | Halbfinale    | Hoffnungsrunde Finale | Hoffnungsrunde Finale | Finale        | Finale        | Rang |
| Athleten         | Wettbewerb       | Gegner             | Ergebnis     | Gegner        | Ergebnis      | Gegner                    | Ergebnis                  | Gegner        | Ergebnis      | Gegner                | Ergebnis              | Gegner        | Ergebnis      | Rang |
| ---------------- | ---------------- | ------------------ | ------------ | ------------- | ------------- | ------------------------- | ------------------------- | ------------- | ------------- | --------------------- | --------------------- | ------------- | ------------- | ---- |
| Männer           |                  |                    |              |               |               |                           |                           |               |               |                       |                       |               |               |      |
| Richard Ordemann | Klasse bis 80 kg | Saleh Al-Sharabaty | 4:5          | ausgeschieden | ausgeschieden | Achraf Mahboubi           | 25:10                     | ausgeschieden | ausgeschieden | Seif Eissa            | 4:12                  | ausgeschieden | ausgeschieden | 5    |

### Triathlon
| Athleten             | Wettbewerb | Zeit      | Rang |
| -------------------- | ---------- | --------- | ---- |
| Frauen               |            |           |      |
| Lotte Miller         | Einzel     | 2:02:43 h | 24   |
| Männer               |            |           |      |
| Kristian Blummenfelt | Einzel     | 1:45:04 h | Gold |
| Gustav Iden          | Einzel     | 1:46:00 h | 8    |
| Casper Stornes       | Einzel     | 1:46:19 h | 11   |

### Turnen

#### Gerätturnen
| Athleten         | Wettbewerb    | Qualifikation | Qualifikation | Finale        | Finale        | Rang |
| Athleten         | Wettbewerb    | Punkte        | Rang          | Punkte        | Rang          | Rang |
| ---------------- | ------------- | ------------- | ------------- | ------------- | ------------- | ---- |
| Frauen           |               |               |               |               |               |      |
| Julie Erichsen   | Stufenbarren  | 11,566        | 75            | ausgeschieden | ausgeschieden | 75   |
| Männer           |               |               |               |               |               |      |
| Sofus Heggemsnes | Barren        | 13,133        | 61            | ausgeschieden | ausgeschieden | 61   |
| Sofus Heggemsnes | Pauschenpferd | 13,066        | 44            | ausgeschieden | ausgeschieden | 44   |
| Sofus Heggemsnes | Reck          | 12,933        | 52            | ausgeschieden | ausgeschieden | 52   |
| Sofus Heggemsnes | Ringe         | 13,233        | 52            | ausgeschieden | ausgeschieden | 52   |

### Wasserspringen
| Athleten   | Wettbewerb        | Vorkampf | Vorkampf | Halbfinale    | Halbfinale    | Finale        | Finale        | Rang |
| Athleten   | Wettbewerb        | Punkte   | Rang     | Punkte        | Rang          | Punkte        | Rang          | Rang |
| ---------- | ----------------- | -------- | -------- | ------------- | ------------- | ------------- | ------------- | ---- |
| Frauen     |                   |          |          |               |               |               |               |      |
| Anne Tuxen | Turmspringen 10 m | 219,15   | 28       | ausgeschieden | ausgeschieden | ausgeschieden | ausgeschieden | 28   |